# 马可河乡
马可河乡，是中华人民共和国青海省果洛藏族自治州班玛县下辖的一个乡镇级行政单位。

## 行政区划
马可河乡下辖以下地区：
则达牧委会、则多牧委会和玛格勒牧委会。